# Elasmosaurus
Elasmosaurus (del griego ελασμος elasmos 'placa delgada', refiriéndose a las placas delgadas de su pelvis + σαυρος sauros 'lagarto') es un género representado por una especie de plesiosauroide elasmosáurido que vivió en el Cretácico Superior, en lo que hoy es Estados Unidos. Elasmosaurus fue un reptil marino con un cuello extremadamente largo que vivió en el período Cretácico Superior (edad del Campaniense), hace 80,5 millones de años.

## Descripción

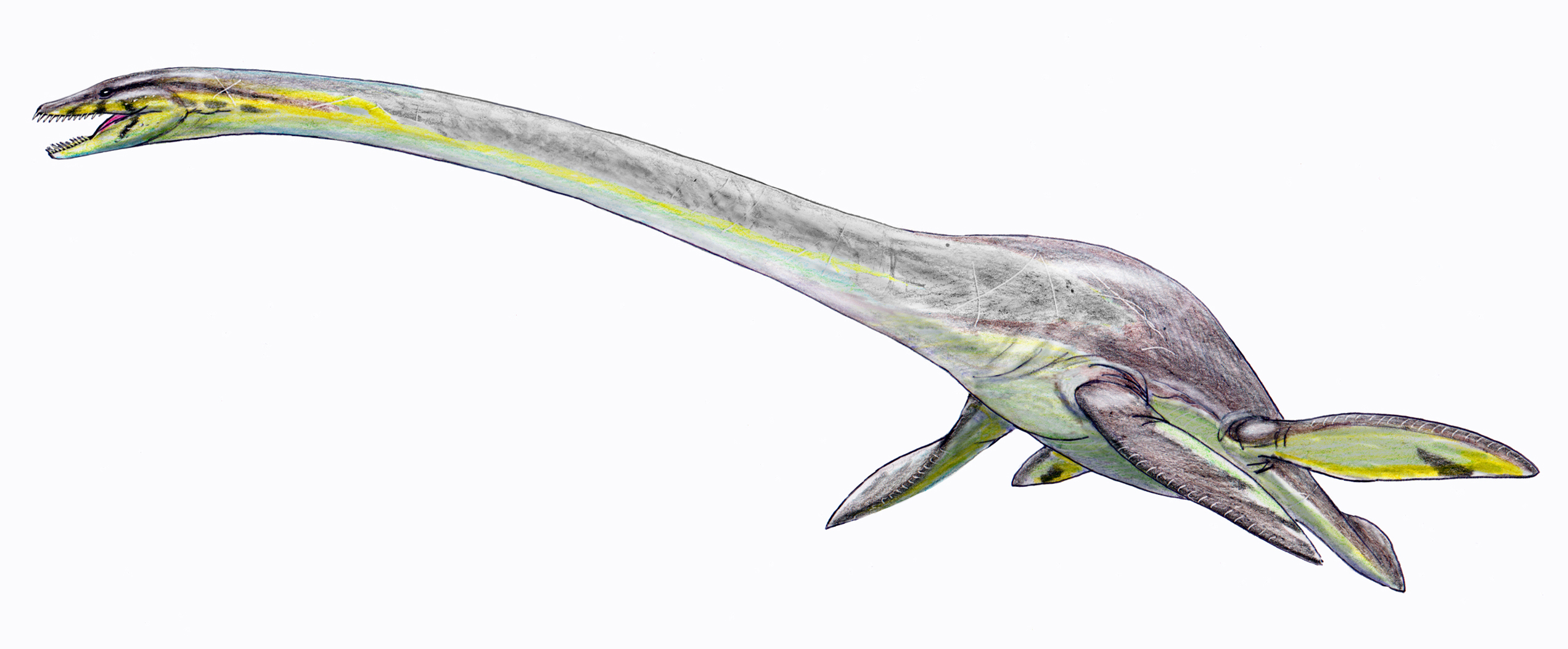
Dibujo de Elasmosaurus platyurus

Elasmosaurus medía cerca de 14 metros de largo y pesaba cerca de 2.000 kilogramos, lo que lo convierte en uno de los mayores plesiosaurios. Difiere de otros plesiosaurios por tener seis dientes por premaxilar (los huesos en la punta del hocico) y 71 vértebras cervicales. El cráneo era relativamente delgado y aplanado, apenas más voluminoso que el propio cuello. El apuntado hocico le proporcionaba una silueta aerodinámica, que le permitía desplazarse a mayor velocidad a través del agua, con varios dientes aguzados, que no podían aplastar conchas de los moluscos, pero si atraparlos en la boca para luego engullirlos. Las dos piezas de la mandíbula inferior se unían en la punta en un punto entre el cuarto y el quinto diente. Las vértebras del cuello que siguen inmediatamente al cráneo eran largas y bajas y tenían crestas longitudinales laterales. Como muchos elasmosáuridos, Elasmosaurus tenía cerca de tres vértebras pectorales. La cola incluía al menos 18 vértebras.
La cintura escapular presentaba una larga vara ósea, no presente en los juveniles. La escápula tenía bordes de una longitud aproximadamente igual en la articulación con el coracoides y la superficie articular del húmero. El borde anterior de la pelvis estaba compuesto de tres bordes casi rectos dirigidos al frente y a los lados del animal. El isquion, un par de huesos que forman la parte posterior de la pelvis, estaban unidas a lo largo de sus superficies mediales. Los miembros de Elasmosaurus, como los de otros plesiosaurios, estaban modificados en cuatro aletas en forma de remo de un tamaño aproximadamente igual.
Ciertos aspectos de la anatomía de Elasmosaurus eran bastante derivado entre los elasmosáuridos, y los plesiosaurios en general. Como ya se había dicho, Elasmosaurus puede ser distinguido por sus seis dientes premaxilares y sus 71 vértebras cervicales. Los plesiosaurios primitivos y muchos elasmosáuridos tenían cinco dientes en el premaxilar. Algunos elasmosáuridos tenían más: Terminonatator tenía 9 y Aristonectes tenía de 10 a 13. Adicionalmente, muchos plesiosaurios tenían menos de 60 vértebras cervicales. Aparte de Elasmosaurus, otros plesiosaurios con más de 60 cervicales son Styxosaurus, Hydralmosaurus y Thalassomedon. Un reptil típico posee un promedio de entre cinco y diez de estas vértebras y un Plesiosaurus alrededor de 25, pero Elasmosaurus es el único plesiosaurio conocido con más de 70 cervicales. Su gran cuello era posible gracias a la existencia de numerosos huesos suplementarios (vértebras cervicales) en su interior. Estas le otorgarían al cuello una gran fortaleza y flexibilidad. Sin embargo, tenía casi la misma longitud de cuello que Thalassomedon debido a que este último tenía vértebras proporcionalmente más largas. Elasmosaurus tenía más vértebras que cualquier otro animal conocido. La presencia de la vara pectoral es también considerada una característica avanzada. El largo y bajo eje del centro de la vértebra difiere de la condición vista en muchos otros plesiosaurios, que tienen centros más cortos en longitud que en altura, o casi iguales en dimensisones. Styxosaurus e Hydralmosaurus también poseían la misma condición presente en Elasmosaurus. Otra característica inusual de Elasmosaurus son los bordes relativamente iguales de la escápula, como se mencionaba antes. Muchos plesiosaurios tenían bordes más alargados para la articulación con el coracoides que para la articulación con el húmero.

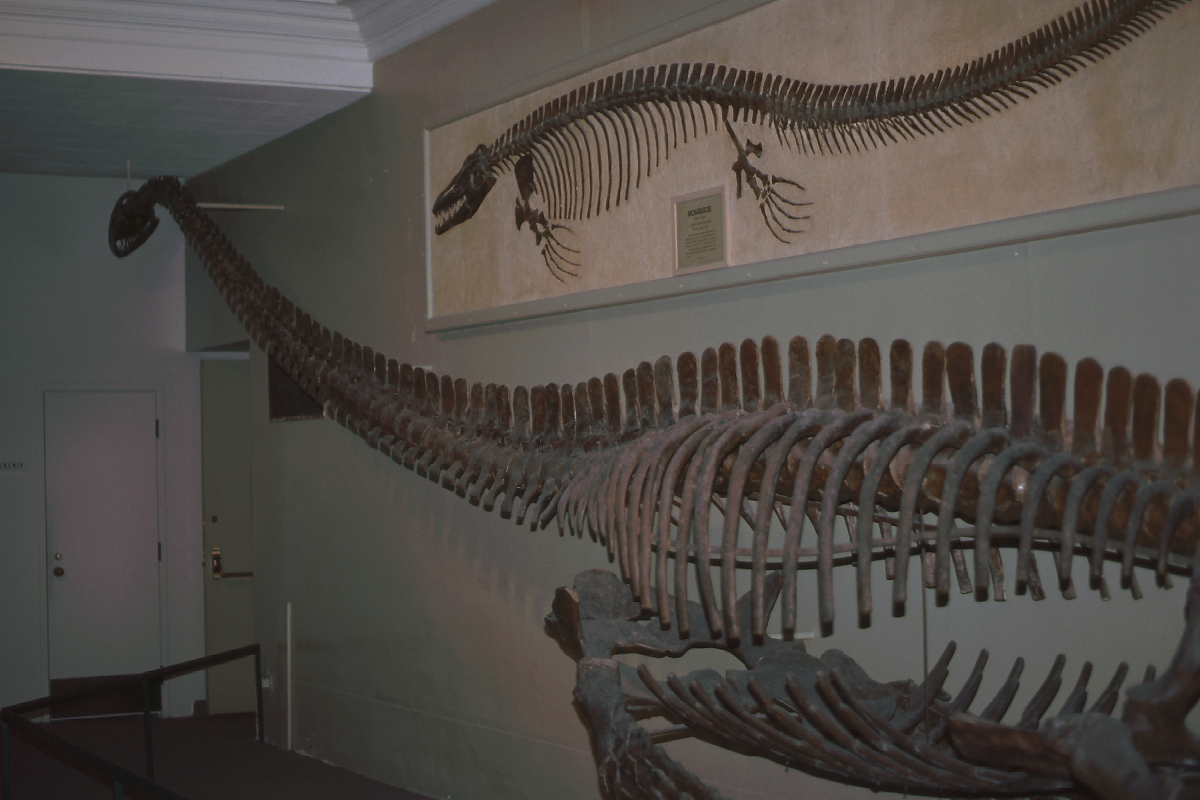
Esqueleto de Elasmosaurus en el Museo Denver de la Ciencia y la Naturaleza

## Clasificación y especies
Aunque numerosas especies de Elasmosaurus han sido nombradas desde su descubrimiento, una revisión de 1999 hecha por Ken Carpenter mostró que sólo una de estas, la especie tipo Elasmosaurus platyurus, podría ser considerada válida. Varias otras especies asignadas al género son o bien dudosas o han sido clasificadas en otros géneros. Por ejemplo, E. serpentinus fue reclasificado como Hydralmosaurus, E. morgani como Libonectes, y E. snowii como Styxosaurus. A principios del período Cretácico Superior, los plesiosaurios habían evolucionado (o se habían reducido) a dos grupos distintos. Elasmosaurus es el género tipo para uno de estos grupos, los elasmosáuridos que tenían cuellos extremadamente alargados con cabezas pequeñas, en contraste con los policotílidos que tenían cuellos cortos y cabezas relativamente grandes. Los elasmosáuridos del Cretácico tardío del Mar de Niobrara en Norteamérica tenían características que los diferenciaban  de estos y son morfológicamente más primitivos. Sin embargo, Elasmosaurus y algunos otros elasmosáuridos tenían algunos rasgos derivados. Se ha sugerido que Elasmosaurus estaba cercanamente relacionado con Hydralmosaurus y a Styxosaurus debido a estos rasgos avanzados.

## Descubrimiento
Elasmosaurus platyurus fue descrito en marzo de 1868 por Edward Drinker Cope a partir de un fósil descubierto y recolectado por el Dr. Theophilus Turner, un médico militar, al oeste de Kansas, Estados Unidos. Aunque otros especímenes de elasmosaurios han sido hallados en varias localidades de Norteamérica, Carpenter (1999) determinó que Elasmosaurus platyurus era el único representante del género.

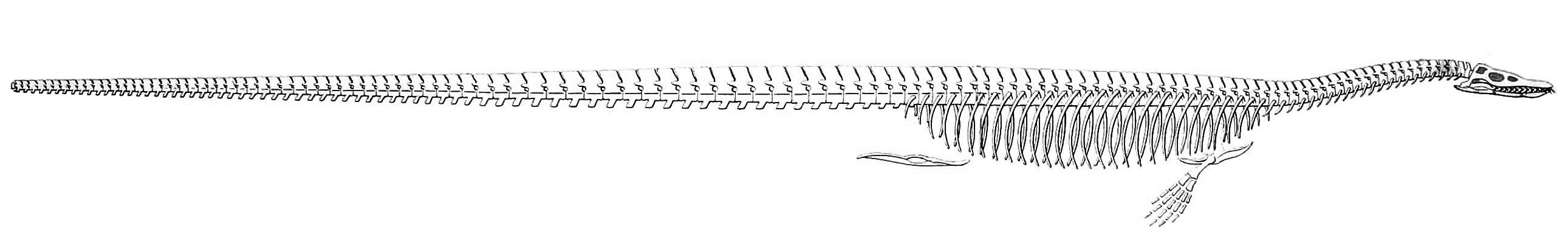
Parte de la versión de Elasmosaurus platyurus con la "cabeza en el extremo equivocado" de Edward Cope. Cope no incluyó las aletas "posteriores" (realmente las frontales) en esta figura en parte debido a su errónea creencia que Elasmosaurus se propulsaba por medio de su "cola" extremadamente larga (el cuello).

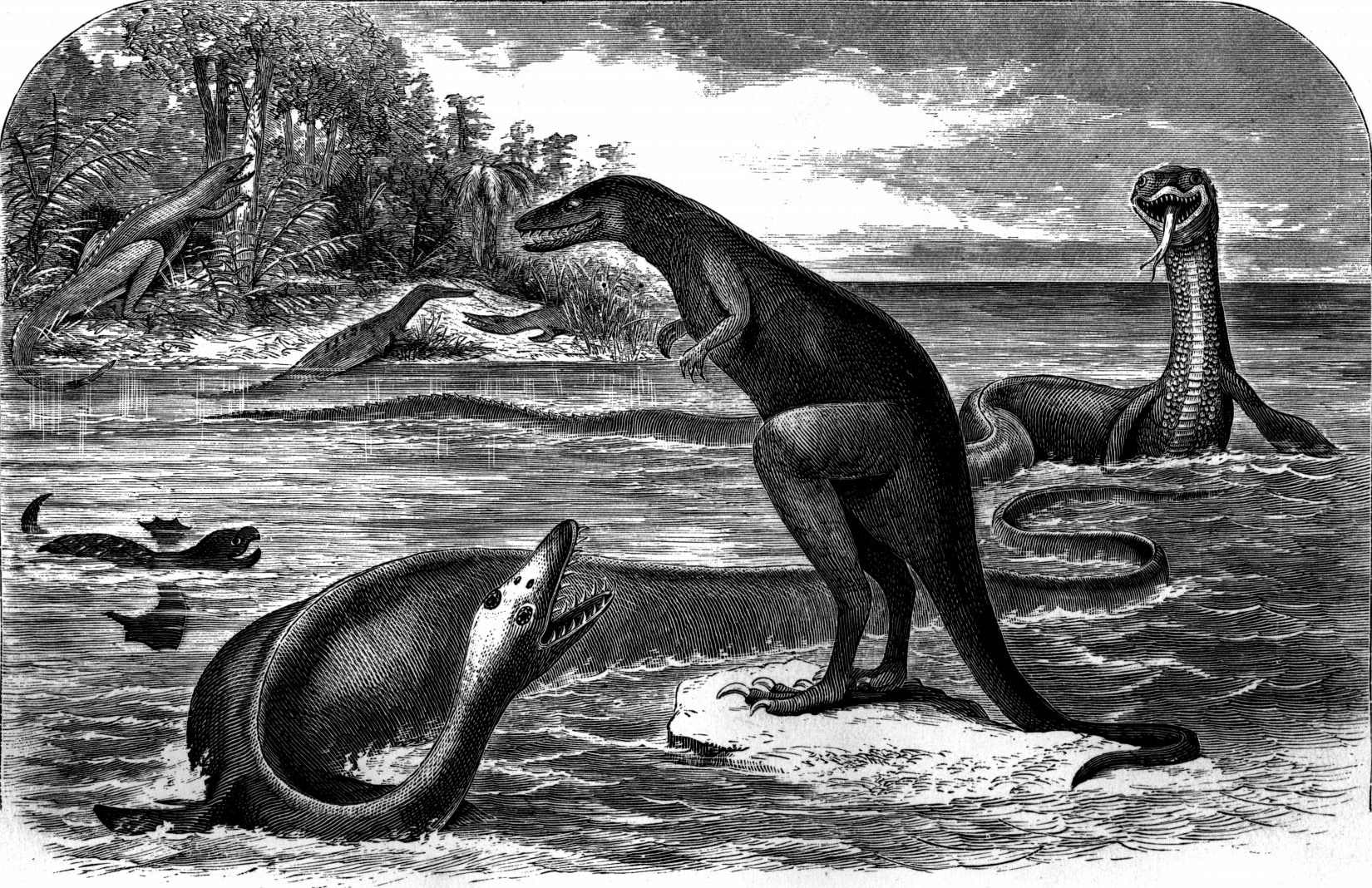
Una representación desactualizada de Dryptosaurus confrontando a Elasmosaurus, con dos Hadrosaurus en el fondo. De Edward Drinker Cope, 1869.

Cuando E. D. Cope recibió el espécimen a principios de marzo de 1868, él tenía una idea preconcebida de como debía de lucir, y erradamente situó la cabeza en el extremo equivocado (es decir, al final de la cola). Esto debido a que él era experto en lagartos, animales de cuello corto y cola larga, y nunca había visto un plesiosaurio del tamaño de Elasmosaurus. Aunque, la leyenda popular indica que fue Othniel Charles Marsh quien señaló el error, no existe evidencia fáctica de ese suceso. Sin embargo, este evento es frecuentemente citado como una de las causas de su larga y agria rivalidad, conocida como la Guerra de los Huesos. De hecho, aunque Marsh personalmente recolectó al menos un plesiosaurio de Kansas, y tenía varios más de dicha área en las colecciones del Museo Peabody en Yale, él nunca publicó ningún artículo sobre estos.
Aunque Cope verbalmente anunció el descubrimiento de Elasmosaurus platyurus en marzo de 1868, él no publicó la "preimpresión" de su reconstrucción errónea de Elasmosaurus hasta agosto de 1869. Aunque eran mucho menores, por entonces ya eran bien conocidos los plesiosaurios de cuello largo del Jurásico de Inglaterra, pero Elasmosaurus era el primero que se conocía del Cretácico. La reconstrucción de Cope mostraba una cola larga y sinuosa similar a un mosasaurio. Notesé que si bien O.C. Marsh afirmó haber señalado el error de Cope "20 años después del hecho" en un artículo de periódico de 1890, fue realmente Joseph Leidy quien señaló el problema en su discurso Consideraciones sobre Elasmosaurus platyurus en un encuentro de la Academia de Ciencias Naturales de Philadelphia el 8 de marzo de 1870.

## Paleobiología

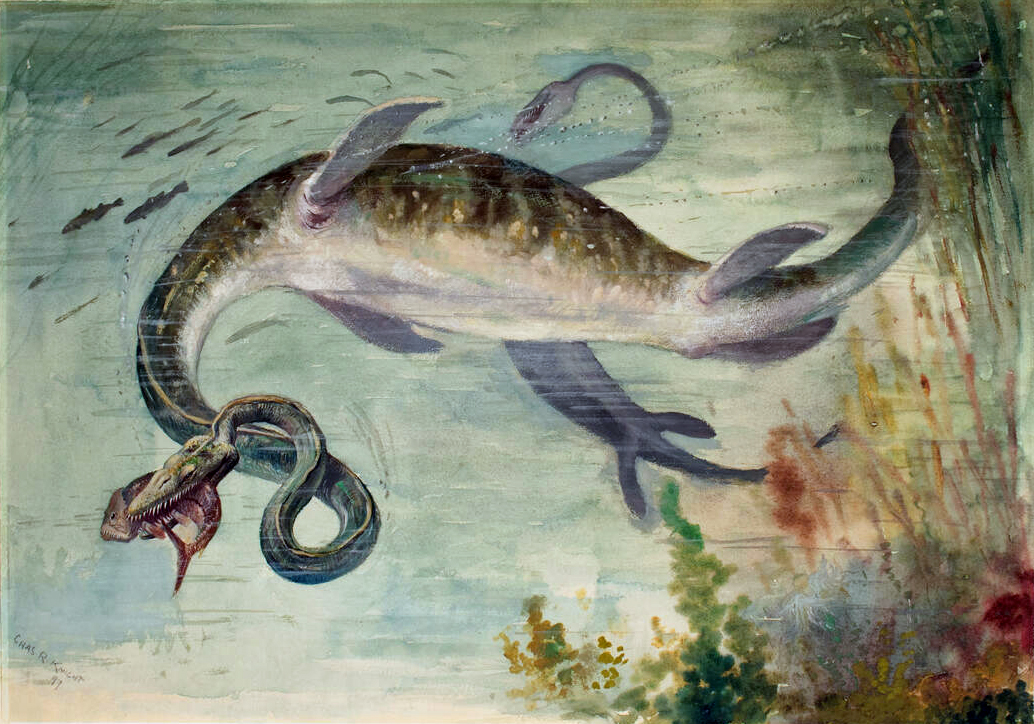
Elasmosaurus como fue representado por Charles R. Knight, con un inexacto cuello de serpiente.

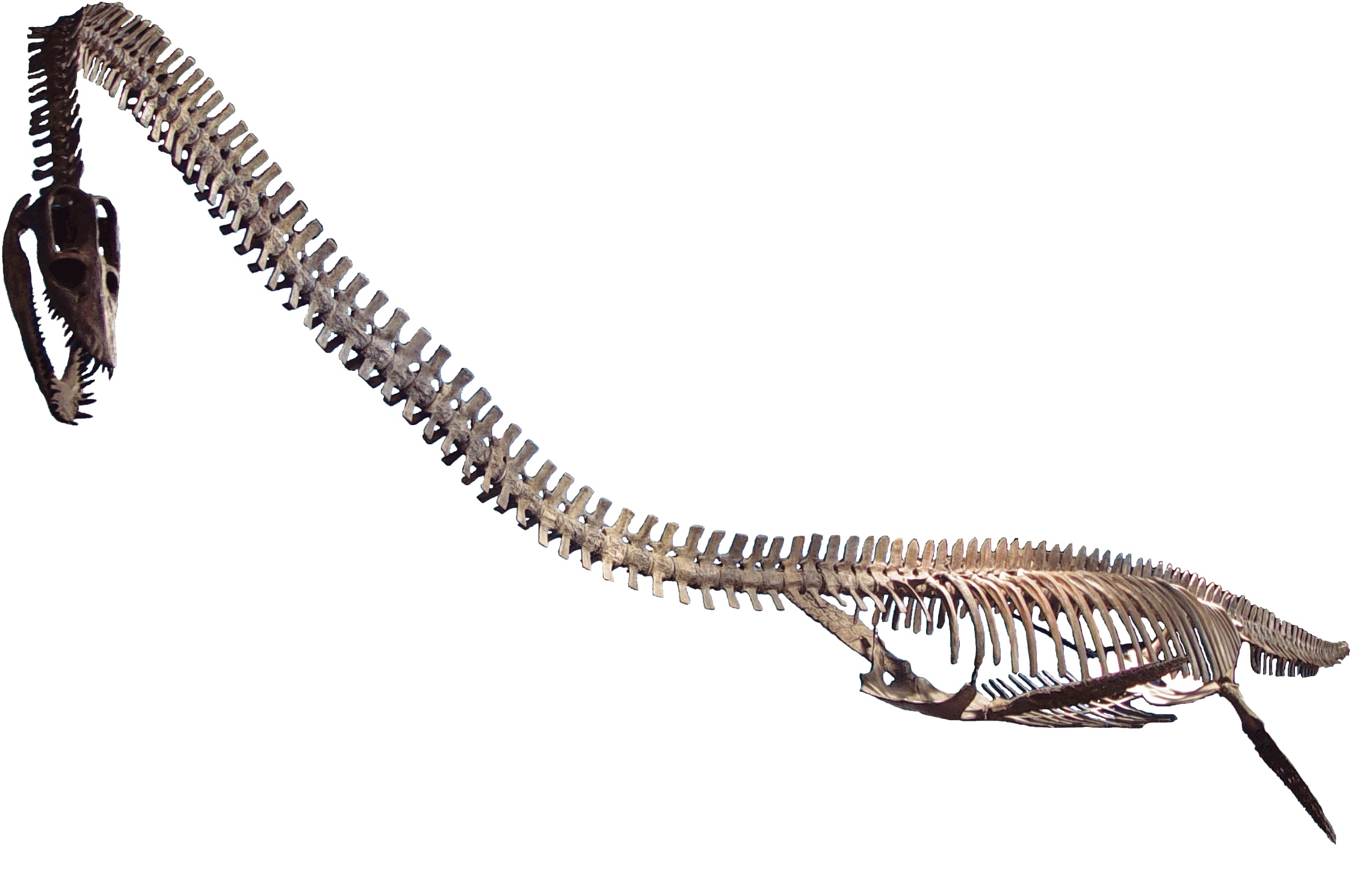
Elasmosaurus platyurus en Rocky Mountain Dinosaur Resource Center, Woodland Park, Colorado.

Los fósiles de Elasmosaurus se han hallado en los estratos de edad del Campaniense del Cretácico Superior de la formación Pierre Shale del oeste de Kansas. Esta formación representa un período de deposición marina del Mar de Niobrara, un mar continental poco profundo que se encontraba sobre la parte central de Norteamérica durante el Cretácico.
Como muchos plesiosaurios, Elasmosaurus era incapaz de elevar su cabeza sobre la superficie del agua como es comúnmente representado en los medios de comunicación y en el arte. Inicialmente se pensaba que el método de caza de este animal consistía en nadar en la superficie levantando la cabeza por encima del agua con su largo cuello; tras notar a una víctima bajo la superficie, se lanzaría hacia abajo, casi como una serpiente. Sin embargo, esta teoría es improbable, ya que la posición de sus ojos le dificultarían ver hacia abajo fácilmente; por el contrario, podían ver sin problemas hacia arriba y acechar a su presa desde abajo. El peso de su largo cuello situaba el centro de gravedad detrás de las aletas delanteras. Por tanto Elasmosaurus sólo podía elevar su cabeza y cuello sobre el agua si estuviera en aguas someras, donde podría descansar su cuerpo sobre el fondo. El peso del cuello, la limitada musculatura y el reducido movimiento entre las vértebras cervicales habrían evitado que Elasmosaurus subiera su cabeza y cuello muy alto. Aun así un estudio encontró que los cuellos de los elasmosaurios eran capaces de desarrollar 75–177° de movimiento ventral, 87–155° de movimiento dorsal, y 94–176° de movimiento lateral, dependiendo de la cantidad de tejido entre las vértebras. Las posturas de "cuello de cisne" con el cuello en forma de letra S requerirían más de 360 grados de flexión vertical, lo cual no era posible. La cabeza y hombros de Elasmosaurus muy probablemente actuaban como timón. Si el animal movía la parte anterior del cuerpo en cierta dirección, esto causaría que el resto del cuerpo también se moviera en el mismo sentido. Por tanto, Elasmosaurus no podía haber nadado en una dirección mientras movía su cabeza y cuello en otro sentido, ya fuera de manera vertical u horizontal.
Elasmosaurus era un lento nadador y pudo haber acechado a los cardúmenes de peces. El largo cuello le pudo permitir a Elasmosaurus a ocultarse bajo los cardúmenes. Entonces habría movido su cabeza lentamente aproximándose a su presa desde abajo. Los ojos del animal pudieron haber tenido visión estereoscópica, la cual le habría ayudado a hallar presas pequeñas. Cazando desde abajo pudo haber distinguido a sus presas perfilándolas con la luz solar mientras que el propio Elasmosaurus se ocultaba en las aguas oscuras del fondo. Elasmosaurus probablemente comía pequeños peces óseos, belemnites (similares a los calamares), y ammonites (moluscos). También engullía pequeñas piedras para ayudar a su digestión. Se cree que Elasmosaurus viviría mayormente en océanos abiertos. La aletas de Elasmosaurus y otros plesiosaurios eran muy rígidas y especializadas para nadar y no pudieron haberles permitido llegar a tierra para depositar sus huevos. Por lo tanto lo más probable es que dieran a luz crías vivas como las actuales serpientes marinas. Aunque aún no se conoce evidencia directa de la reproducción en Elasmosaurus, se sabe que un plesiosaurio contemporáneo, Polycotylus daba a luz crías vivas.